# 26934 Jordancotler
26934 Jordancotler este un asteroid din centura principală de asteroizi.

## Descriere
26934 Jordancotler este un asteroid din centura principală de asteroizi. A fost descoperit pe 4 martie 1997 la Socorro, New Mexico, în cadrul proiectului LINEAR. Asteroidul prezintă o orbită caracterizată de o semiaxă mare de 2,24 ua, o excentricitate de 0,08 și o înclinație de 6,9° în raport cu ecliptica.